# Resolutie 1194 Veiligheidsraad Verenigde Naties
Resolutie 1194 van de Veiligheidsraad van de Verenigde Naties werd op 9 september 1998 unaniem aangenomen door de VN-Veiligheidsraad.

## Achtergrond
Op 2 augustus 1990 viel Irak zijn zuiderbuur Koeweit binnen en bezette dat land. De Veiligheidsraad veroordeelde de inval onmiddellijk en later kregen de lidstaten carte blanche om Koeweit te bevrijden. Eind februari 1991 was die strijd beslecht en legde Irak zich neer bij alle aangenomen VN-resoluties. In 1995 werd met resolutie 986 het
olie-voor-voedselprogramma in het leven geroepen om met olie-inkomsten humanitaire hulp aan de Iraakse bevolking te betalen.

## Inhoud

### Waarnemingen
Op 5 augustus had Irak aangekondigd niet langer mee te werken met de Speciale Commissie en het Internationaal Atoomenergie Agentschap aan ontwapening. Er werd benadrukt dat het wapenembargo tegen Irak van kracht bleef.
Irak had de waarnemingsoperaties van de Speciale Commissie beperkt en weigerde nu ook mee te werken aan het onderzoek naar zijn geheime kernwapenprogramma. Eerder dat jaar had Irak nog zijn volle medewerking beloofd.
Irak moest voldoen aan de vorige resoluties en de Speciale Commissie toegang geven tot eender welke site ter inspectie. Pogingen om dat te weigeren waren onaanvaardbaar.

### Handelingen
De beslissing van Irak om niet langer mee te werken werd veroordeeld en de Veiligheidsraad eiste dat het land die beslissing weer introk.
Gezien Irak niet aan zijn verplichtingen voldeed, kon de Veiligheidsraad de verboden die tegen het land waren opgelegd in resolutie 687 ook niet intrekken.

## Verwante resoluties
- Resolutie 1158 Veiligheidsraad Verenigde Naties
- Resolutie 1175 Veiligheidsraad Verenigde Naties
- Resolutie 1205 Veiligheidsraad Verenigde Naties
- Resolutie 1210 Veiligheidsraad Verenigde Naties

Lijst ·  1147 ·  1148 ·  1149 ·  1150 ·  1151 ·  1152 ·  1153 ·  1154 ·  1155 ·  1156 ·  1157 ·  1158 ·  1159 ·  1160 ·  1161 ·  1162 ·  1163 ·  1164 ·  1165 ·  1166 ·  1167 ·  1168 ·  1169 ·  1170 ·  1171 ·  1172 ·  1173 ·  1174 ·  1175 ·  1176 ·  1177 ·  1178 ·  1179 ·  1180 ·  1181 ·  1182 ·  1183 ·  1184 ·  1185 ·  1186 ·  1187 ·  1188 ·  1189 ·  1190 ·  1191 ·  1192 ·  1193 ·  1194 ·  1195 ·  1196 ·  1197 ·  1198 ·  1199 ·  1200 ·  1201 ·  1202 ·  1203 ·  1204 ·  1205 ·  1206 ·  1207 ·  1208 ·  1209 ·  1210 ·  1211 ·  1212 ·  1213 ·  1214 ·  1215 ·  1216 ·  1217 ·  1218 ·  1219